# Черська
Черська (рос. Черская) — присілок в Палкінському районі Псковської області Російської Федерації.
Населення становить 61 особу. Входить до складу муніципального утворення Черська волость.

## Історія
Від 2015 року входить до складу муніципального утворення Черська волость.

## Населення
| 2001 | 2002 | 2010 |
| ---- | ---- | ---- |
| 74   | ↘70  | ↘61  |